# Ninian Stephen

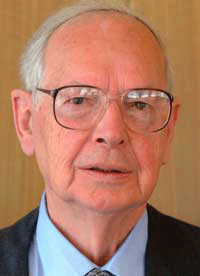
Ninian Stephen (November 2006)

Sir Ninian Martin Stephen, KG, AK, GCMG, GCVO, KBE, KStJ (* 15. Juni 1923 in Nettlebed, Oxfordshire; † 29. Oktober 2017 in Melbourne) war zwischen 1982 und 1989 australischer Generalgouverneur.

## Leben
Geboren in England, wanderte Stephen bereits als Kind nach Australien aus, wo er später an der Universität Melbourne Rechtswissenschaften studierte. Da sein Studium durch den Zweiten Weltkrieg, in dem er in der australischen Armee in Neuguinea und Borneo diente, unterbrochen wurde, konnte er es erst 1950 abschließen. 1952 wurde er in die Anwaltskammer des australischen Bundesstaates Victoria aufgenommen. In den 60er-Jahren war Ninian Stephen einer der führenden australischen Anwälte auf dem Gebiet des Wirtschafts- und Verfassungsrechts.
1970 wurde Stephen zum Richter am High Court of Australia ernannt. Noch im gleichen Jahr wurde er zum Ritter geschlagen. Obwohl seine Ernennung durch eine Regierung der konservativen Liberal Party of Australia  erfolgte, galt er nicht als traditionell-konservativer Verfechter der Rechte der Bundesstaaten. Er wurde Teil der „gemäßigten Mitte“ des Gerichts. Zusammen mit der Mehrheit der Richter bestätigte er 1982 mit dem Urteil im Koowarta-Fall die Gültigkeit des Racial Discrimination Act, ein Gesetz gegen Rassendiskriminierung, das 1975 in Kraft getreten war.
Im Jahr 1982 wurde Stephen von Premierminister Malcolm Fraser als Generalgouverneur vorgeschlagen und von Königin Elisabeth II. ernannt. Genau wie sein Vorgänger Sir Zelman Cowen war er eine „sichere“ Wahl: diskret, politisch neutral und mit sehr guten verfassungsrechtlichen Kenntnissen ausgestattet. Nach dem Regierungswechsel 1983 konnte er auch ohne Schwierigkeiten mit der Labor-Regierung unter Führung von Bob Hawke zusammenarbeiten. Hawke verlängerte 1987 Stephens Amtszeit um 18 Monate, um es Bill Hayden, dem er den Posten versprochen hatte, zu ermöglichen, den Zeitpunkt seines Ausscheidens aus der Politik selbst zu wählen.
In den 1990er Jahren fungierte Stephen in einem Fall als Ad-hoc-Richter am Internationalen Gerichtshof in Den Haag.

## Werke
- Sir Owen Dixon: A Celebration. Melbourne 1986